# Bandai (Vulkangruppe)
Bandai (jap. 磐梯山 Bandai-san) ist eine Gruppe von Vulkanen in den Gemeinden Inawashiro, Bandai und Kitashiobara im Kreis Yama der Präfektur Fukushima im Norden der japanischen Insel Honshū. Sie liegt nördlich des Inawashiro-Sees und knapp 20 Kilometer nordöstlich der Stadt Aizu-Wakamatsu. Die Vulkangruppe besteht aus mehreren sich überlappenden Schichtvulkanen, die aus Andesit aufgebaut sind.

## Ausbruch 1888
Der letzte Ausbruch ereignete sich am 15. Juli 1888 am Ko-Bandai, dem nördlichsten Vulkan der Gruppe. Nach einer Serie von Erdbeben, die eine Woche andauerte, kam es zu 15 bis 20 phreatischen Explosionen, bei denen rund 0,15 km³ Tephra ausgeworfen wurde. Infolge der Eruptionen kollabierte die Nordseite des Vulkans. Es entstand eine Trümmerlawine, die 1,5 km³ Gestein bis zu elf Kilometer weit nach Norden transportierte und dabei mehrere Dörfer überschüttete. Die Ablagerungen der Trümmerlawine dämmten Gewässer ab, wodurch mehrere Seen, darunter der Hibara- und der Akimoto-See, neu entstanden. Zudem bildeten sich Lahars und pyroklastische Surges. Bei dem Ausbruch starben 461 Menschen; 70 wurden verletzt. Die meisten Todesopfer starben durch die Trümmerlawine. Seit dem Ausbruch wird der Gipfel des Kobandai von einem 1,5 mal 2,0 Kilometer großen, nach Norden offenen Krater dominiert. Drei Monate nach dem Ausbruch durchbrach der Akimoto-See die Ablagerungen der Trümmerlawine und löste talabwärts Überflutungen aus.

## Geschichte
Bei vier älteren Ausbrüchen des Bandai kam es ebenfalls zur Bildung von Trümmerlawinen: Die größte Trümmerlawine bewegte vor mehreren 10.000 Jahren rund 4 km³ Gestein bis zu 25 Kilometer weit nach Südwesten. In dem damals entstandenen Krater bildete sich der Ō-Bandai (Großer Bandai), heute mit 1819 Metern der höchste Gipfel der Gruppe. Der Ko-Bandai (Kleiner Bandai), Ausgangspunkt der Eruption von 1888, entstand vor etwa 50.000 Jahren. Bei den Ausbrüchen der letzten 25.000 Jahre wurde kein Magma mehr gefördert. Mittels Tephrochronologie konnten sieben weitere Eruptionen datiert werden, die vor rund 2.500 bis 10.000 Jahren stattfanden. Historische Aufzeichnungen belegen weitere Eruptionen um die Jahre 806, 1787 sowie 1808. Häufig waren es phreatische Explosionen.
Die Vulkangruppe befindet sich im 1950 eingerichteten Bandai-Asahi-Nationalpark; in dem Nationalpark mit einer Fläche von rund 2000 km² liegen auch  mehrere Thermalquellen. Heute ist der Vulkan ein beliebtes Ski- und Ausflugsgebiet.